# گوشلان
گوشلان، روستایی از توابع بخش مرکزی شهرستان بهار در استان همدان ایران است.

## جمعیت و وجه‌تسمیه
این روستا در دهستان سیمینه رود(زاغه) قرار دارد و براساس سرشماری مرکز آمار ایران در سال ۱۳۹۵، جمعیت آن 300نفر (80خانوار) بوده‌است.
این روستا در فاصله 30 کیلومتری  از مرکز شهر همدان قرار دارد و بسیار خوش اب و هوا می باشد
ازمحصولات کشاورزی این روستا میتوان به گندم/جو/گردو/انگور/انواع الو/زرد الو/بادام، خیار و گوجه و...اشاره کرد.
دراین روستا انواع گیاهان دارویی مانند /گل گاوزبان/بومادران/آویشن/پونه/گزنه/گل پر/رازیانه و... وجود دارد.که به طبیعت روستا بوی معطری بخشیده.ازجمله حیواناتی که در کوه های اطراف روستا وجود دارند میتوان به گرگ/شغال/روباه/خوک قوچ و میش وحشی و .... اشاره کرد.همچنین پرندگان زیبایی مانند /بلبل/کبک/دارکوب/سار/شاهین/جغد/ عقاب ، بلدرچین و... درروستاوجود دارد که به دشت ها وباغها با اواز دل نشین خود ارامش خاصی می بخشند.